# Morphing

Morphing del rostro de George W. Bush hacia el de Arnold Schwarzenegger.

Un morphing, anglicismo construido a partir de la palabra griega μορφή (pronúnciese morfé, ‘forma’), es un efecto especial que utiliza la animación por computadora para transformar la imagen fotográfica de un objeto real en la imagen fotográfica de otro objeto real. Se lo utiliza sobre todo para crear la ilusión de la transformación de una cosa en otra, como por ejemplo la metamorfosis de un hombre lobo.

## Procedimiento técnico
En fotografía digital, hay diversos programas que permiten realizar la técnica del morphing, como GIMP o Photoshop, pero también existen algunas aplicaciones especializadas, como Sqirlz Morph. 
Para realizar un morphing se procede primero a rodar o fotografiar los dos elementos que participarán en la transformación, el elemento de origen (por ejemplo, el rostro de un hombre) y el elemento final (siguiendo el ejemplo citado, el rostro del hombre en cuestión puede transformarse en el de otro hombre, o en el de una mujer, un animal etc.). Se recurre entonces a la computadora para digitalizar ambos elementos. Una vez digitalizadas las dos imágenes se recurre a un programa informático de tratamiento de imágenes que establece puntos comunes entre el elemento inicial y el elemento resultante de la transformación. Dicho programa es el que servirá entonces para generar digitalmente todas las etapas intermedias de la transformación.
Entrando más en detalle, debemos tener en cuenta que al seleccionar las dos imágenes, estas han de ser de un tamaño lo más parecido posible, que compartan un mismo fondo (blanco es el ideal) y, a ser posible, que los dos objetos a morfar sean también de un tamaño similar. Además, si el programa informático es manual, se tienen que añadir puntos de control que sean equivalentes a ambas imágenes, por ejemplo, si se añade un punto de control a la pupila derecha de la imagen A, en la imagen B tendrá que aparecer también este punto de control en la pupila correspondiente. Como más puntos de control se crean, más satisfactorio será el resultado. En muchos programas, este paso es automático, de manera que se crean imágenes intermedias entre las dos seleccionadas. En caso de que se quisiera obtener un morph de diez imágenes o frames, incluyendo primera y última, el programa generará 8 imágenes intermedias. La primera imagen intermedia será una mezcla entre la imagen inicial y la final, de manera que el 90% del frame provendrá de la primera imagen y el 10% de la final. El tercer frame será un 80% de la inicial y un 20% de la final, y el resto de imágenes intermedias se irán generando de la misma manera, sucesivamente, hasta que la novena tenga un 90% de la final y un 10% de la inicial. Todo y que los porcentajes dependan del nombre de frames que deseamos, el mecanismo es simple: cada imagen se parece cada vez menos a la inicial y más a la final a medida que vamos avanzando en el procedimiento. 
Una vez realizado el morphing, se puede guardar el resultado en diversos formatos como .avi, .gif, .Flash, en caso de que se muestre el proceso entero (imágenes en movimiento) se podrá guardar en formatos como .jpg o .png si se trata de una sola imagen. 

## Historia

#### Primeros ejemplares
Algunos de los primeros ejemplares de este efecto visual se remiten al cine clásico con la utilización de la técnica de transición conocida como el fundido encadenado. Así pues, en la primera mitad del siglo XIX, eran muy populares los visionados, donde se mostraban, generalmente, paisajes que gradualmente pasaban del día a la noche o del verano al invierno. También se conocen otros usos, como los de Henry Langdon Childe, que mostraba arboledas que se transformaban en catedrales. 
En 1910, el cortometraje Narren-grappen mostraba una transformación mediante el fundido del vestuario de un personaje femenino. 
En 1915, el film de Maurice Tourneur, Alias Jimmy Valentine, cuenta con una sutil transformación que utiliza el fundido del protagonista, pasando de Lee Randall (un ciudadano respetado) a su alter ego criminal, Jimmy Valentine.
The Peter Tchaikovsky Story, en un episodio de 1959 de Disneyland, cuenta con una transformación de un cisne en una bailarina de ballet real. 
En 1985, Godley & Creme crean un efecto de morphing utilizando fundidos cruzados analógicos en el vídeo de "Cry".

#### Animación
En animación, el efecto fue creado mucho antes que la invención de la película. El fenaquistoscopio diseñado por su inventor, Joseph Plateau y/o pintor Jean-Baptiste Madou, fue lanzado en 1835 y mostró la cabeza de una mujer cambiando en el de una bruja y después en un monstruo.
El film Fantasmagorie (1908) d'Émile Cohl, cuenta con mucho morphing en los personajes y objetos, dibujado en trazados simples. 

#### Morphingdigital
Todo y que la película The Golden Child (1986), implementa efectos muy crudos de morphing de animal a humano y viceversa, la primera película que utiliza este efecto detalladamente es Willow (1988). Es decir, el primer morphing de la historia es la transformación de la hechicera Fin Raziel en una serie de animales (en este film). Fueron los técnicos de la empresa estadounidense Industrial Light & Magic (ILM) Tom Brigham y Doug Smythe, quienes perfeccionaron esta técnica, ya existente entonces, aunque a nivel experimental, para hacer que la transformación de Fin Raziel fuese convincente y realista. 
Al año siguiente, el morphing fue utilizado en la película Indiana Jones y la última cruzada para crear la muerte de Walter Donovan y en el montaje fotográfico de la cubierta del disco The Miracle (1989), del grupo británico Queen, para morfar las cuatro caras de los miembros de la banda.
Al poco tiempo, en 1991, el morphing fue utilizado en varias películas y videoclips, con resultados muy superiores a los alcanzados hasta entonces:
- En julio de 1991, la misma ILM dio un paso más con la película Terminator 2: el juicio final y perfeccionó todavía más el morphing para las transformaciones del T-1000, un modelo avanzado de Terminator que posee la capacidad de copiar toda clase de materia con la que tiene contacto físico (en Terminator 3: La rebelión de las máquinas, secuela de 2003, el modelo T-X posee la misma capacidad, pero perfeccionada, pues es capaz de elaborar partes mecánicas móviles).
- En noviembre de 1991, cuatro meses después del estreno en Estados Unidos de Terminator 2: el juicio final, el morphing fue utilizado en el videoclip de la canción Black or White, de Michael Jackson. En dicho videoclip varias personas cambian de rostro por el de otras de distintas etnias y nacionalidades. También Michael, al final del vídeo, se termina transformando en una pantera negra, todo esto con la ayuda del morphing.
- Al mes siguiente, en diciembre de 1991, el morphing también fue utilizado en la película Star Trek VI, en la que un alienígena llamado Martia adopta la forma y el rostro del capitán Kirk.

A partir de 1991, el morphing se convirtió en un efecto especial cada vez más utilizado en escenas de metamorfosis y transformaciones, como fue el caso de la cazarrecompensas Zam Wesell en El ataque de los clones (2002) o el Terminator modelo T-X en la secuela Terminator 3: La rebelión de las máquinas (2003).

La primera aplicación para ordenadores personales para ofrecer el morphing, fue Gryphon Software Morph en Macintosh. Otros sistemas de morphing, incluidos ImageMaster, MorphPlus y CineMorph, se estrenaron en Commodore Amiga el 1992.  
Otros programas se volvieron ampliamente accesibles en un año y durante un tiempo el efecto se volvió tan común hasta el punto de volverse un cliché. Para el uso de gamma alta, Elastic Reality (basado en MorphPlus) vio su primera aparición en la película In The Line of Fire (1993) y fue utilizado en Quantum Leap (trabajo realizado por the Post Group). Con VisionArt, Ted Fay utiliza Elastic Reality para morfar Odo, para el film Star Trek: Deep Space Nine. Elastic Reality más tarde fue adquirida por Avid, que ya se había convertido en el sistema más utilizado en centenares de películas. La tecnología detrás de Elastic Reality ganó dos premios de la Academia el 1996 por logros científicos y tecnológicos a Garth Dickie y Perry Kivolowitz. El efecto se denomina técnicamente "spatially warped cross-dissolve", es decir, alguna cosa como "espacialmente deformado fundido encadenado".  
La primera red social generada por usuarios con ejemplos de morphing que se publicó en Internet fue Galleries para Morpheus (software de morphing). En Taiwán, Aderans, un proveedor de soluciones capilares, hizo un anuncio de televisión que contaba con una secuencia de morphing en la cual la gente con un grueso exuberante de cabello se transformabaen otra persona, igual que en el videoclip de "Black or White" de Michael Jackson. 

#### Técnicas modernas
Al inicio de los años 90, las técnicas para ordenador que a menudo producían resultados más convincentes comenzaron a ser extensamente utilizadas. Estas consistían en distorsionar una imagen al mismo tiempo que se desvanecía en otra, a través del marcaje de puntos y vectores correspondientes al "antes" y al "después" de imágenes utilizadas en la metamorfosis. Por ejemplo, uno podría morfar una cara en otra, marcando los puntos claves en la primera cara, como el contorno de la nariz, la localización de un ojo, y marcar dónde estos puntos exactos existen en la segunda cara. El ordenador, entonces, distorsionaría la primera cara para tener la forma de la segunda cara, al mismo tiempo que se desvanecen. Para calcular la transformación de coordenadas de imágenes necesarias para la distorsión, el algoritmo de Beire y Neely se puede utilizar. 

#### Películas actuales que han utilizado el morphing
Star Wars: Episode II - Attack of the Clones - En este film del 2002, aparece una cazarrecompensas, Zam Wessel, con una identidad ficticia, que se revelará más tarde con este efecto animado.
Terminator 3 - Se utiliza el efecto en el Terminator model T-X en el año 2003.
Saga de Harry Potter - A partir de la segunda entrega, Harry Potter y la cámara secreta (2002), aparece el efecto del morphing para ilustrar los efectos de la Poción multijugos (Poció de la transformació en catalán o Polyjuice en inglés). Desde este film, cada vez que se utiliza esta poción en la serie cinematográfica, se utilizará el efecto del morphing. Uno de los momentos más destacados de la saga donde se utiliza esta poción (y efecto digital), es en Harry Potter y las reliquias de la Muerte - Parte I (2010), en una escena en la cual diversos personajes tienen que utilizar la Poción Multijugos para convertirse todos en Harry Potter.